# 龙岭迷窟
《龙岭迷窟》，又名《鬼吹灯之龙岭迷窟》，由企鹅影视、万达影业、7印象文化传媒联合出品，是改编自天下霸唱小说《鬼吹灯》系列小说，鬼吹燈網路劇系列之一。讲述胡八一、shirley杨和王胖子等人在陕西龙岭一带古墓中探秘的故事。费振翔任导演，由潘粤明、张雨绮、姜超、高伟光主演。本劇於2020年4月1日在大陸腾讯视频及台灣地区WeTV獨家首播。

## 播出时间
| 频道     | 所在地   | 播出日期     | 备注 |
| -------- | -------- | ------------ | ---- |
| 腾讯视频 | 中国大陆 | 2020年4月1日 |      |
| WeTV     | 臺灣     | 2020年4月1日 |      |

## 劇情
胡八一、王胖子和大金牙被村民编造的绣花鞋的故事所骗，前往陕西古兰县。水路艰险，胡八一挺身让众人脱险。在招待所幸遇陈瞎子提醒，得以逃脱村民圈套。三人无意掉入“龙岭迷窟”遭蝙蝠袭击，发现身上长出红斑，决定在王大爷家修整，遇到同样来找红斑根源的shirley杨，并听闻了鹧鸪哨和了尘大师寻找雮尘珠的英勇故事。几人决心寻找雮尘珠，陈瞎子告诉他们“内藏眢”就在此地。村民故技重施，威胁胡八一等人寻找钱财，两拨人马前往洞穴，遭到蜘蛛袭击，被困暗阁，但大家齐心协力，化险为夷，最终进入了“棋盘”机关，众人协作，找到了龙骨天书，逃出洞穴，准备前往云南继续解密“红斑”。

## 登场人物

### 主要角色
| 演员   | 角色      | 介绍 |
| 潘粤明 | 胡八一    | 綽號：胡爺、老胡、胡司令。 1950年8月1日出生，O型血，身高180，體重78公斤，喜歡Shirley楊、崇拜毛主席。 |
| 张雨绮 | Shirley楊 | 綽號：楊小姐、楊參謀長。 美籍華人，國家地理雜誌的攝影師，豪爽大方，膽大心細，長相出眾，家中財產豐厚。 |
| 姜超   | 王胖子    | 綽號：王胖子、小胖、王司令。 1951年出生,B型血，身高185，體重100多斤，弱點有恐高症。 |
| 佟磊   | 大金牙    | 傳統市儈，滿身老舊習氣，潘家園舊貨商人之王，跟老胡胖子同是老插，由於身體素質不好，所以在內心深處比較推崇和信任胡八一，希望能發財。 |
| 周晓鸥 | 马大胆    | |
| 高伟光 | 鷓鴣哨    | 鷓鴣哨，搬山道人，是Shirley楊的外公。曾在陳瞎子的保媒下與紅姑娘定下親事，但其後紅姑娘因感染瘟疫去世，鷓鴣哨也在倒斗中身負重傷，後移居美國。 |
| 高雄   | 了尘      | 金盆洗手的摸金校尉。 |
| 王奎荣 | 陈玉楼    | 卸嶺魁首，為人機變無雙，身手見識過人，又兼有容人之量。作為「盜魁」的他具有掌控全局的氣場，自信且不羈天生夜眼。擅長「望、聞、問、切」的下乘之術，心高氣傲，不肯認輸。之後在雲南滇王墓時，中了護陵的毒霧，被嚮導挖出雙目，從此以算命為生，漂泊各地，過著貧苦的生活。 |

### 其他
| 演员   | 角色   | 介绍 |
| ------ | ------ | ---- |
| 舒耀瑄 | 陈教授 |      |
| 钱波   | 孙教授 |      |
| 胡明   | 李春来 |      |

## 龙岭迷窟之最后的搬山道人
《龙岭迷窟之最后的搬山道人》，亦称《搬山道人》，是4月8日与《鬼吹灯之龙岭迷窟》更新剧集一同播出的互动剧。体验过程中，观众可以根据屏幕的提示自行选择情节发展，并可以进行互动，进而可以解锁支线、隐藏剧情、彩蛋等内容，本互动剧提供了6个不同的结局。

## 轶事
- 本劇是潘粵明二度出演《鬼吹燈》系列網劇，他此前在網絡劇《鬼吹燈之怒晴湘西》（2019）中扮演的角色是陳玉樓，本劇則扮演「胡八一」[11]。